# Emlékezz a Titánokra!
Az Emlékezz a Titánokra! (eredeti címe: Remember the Titans) 2000-es amerikai életrajzi sportfilm Boaz Yakin rendezésében. A film producere Jerry Bruckheimer, írója pedig Gregory Allen Howard. Az Emlékezz a Titánokra! Herman Boone edző igaz történetén alapul.
A filmet 2000. szeptember 29-én mutatta be a Buena Vista Pictures. A filmzenei album 2005. szeptember 29-én jelent meg a Walt Disney Records gondozásában. A lemezen olyan előadók hallhatóak, mint a Creedence Clearwater Revival, Bob Dylan, a The Hollies, Marvin Gaye, James Taylor, a The Temptations és Cat Stevens.
A film 30 millió dollárból készült, és 136,7 millió dolláros bevételt hozott világszerte. Az Emlékezz a Titánokra! gyakran szerepel a legjobb sportfilmek listáján.

## Rövid történet
Herman Boone afroamerikai edző egy középiskolás focicsapat új edzője lesz.

## Szereplők
| Szerep                     | Színész               | Magyar hang      |
| -------------------------- | --------------------- | ---------------- |
| Herman Boone edző          | Denzel Washington     | Galambos Péter   |
| Bill Yoast edző            | Will Patton           | Kőszegi Ákos     |
| Julius Campbell            | Wood Harris           | Gesztesi Károly  |
| Gerry Bertier              | Ryan Hurst            | Csőre Gábor      |
| Petey Jones                | Donald Faison         | Boros Zoltán     |
| Louie Lastik               | Ethan Suplee          | Minárovits Péter |
| Carol Boone                | Nicole Ari Parker     | Németh Borbála   |
| Sheryl Yoast               | Hayden Panettiere     | Czető Zsanett    |
| Ronnie „Napocska” Bass     | Kip Pardue            | Rajkai Zoltán    |
| Jerry „Tiszteletes” Harris | Craig Kirkwood        | Debreczeny Csaba |
| Emma Hoyt                  | Kate Bosworth         | Szinetár Dóra    |
| Alan Bosley                | Ryan Gosling          | Szirtes Balázs   |
| Ray Budds                  | Burgess Jenkins       | Takátsy Péter    |
| Darryl „Blue” Stanton      | Earl C. Poitier       | Bognár Tamás     |
| Frankie Glascoe            | Neal Ghant            |                  |
| Paul „Doc” Hines edző      | Gregory Alan Williams | Kristóf Tibor    |

## Fogadtatás
A film összességében pozitív kritikákat kapott. A Rotten Tomatoes oldalán 73%-os értékelést ért el 134 kritika alapján, és 6.3 pontot szerzett a tízből. A Metacritic honlapján 48 pontot szerzett a százból, 32 kritika alapján. A CinemaScore oldalán pozitív értékelést szerzett.
James Berardinelli, a ReelViews kritikusa "iszonyatosan manipulatívnak és nagyon kiszámíthatónak" tartotta, ugyanakkor a film üzenetét pozitívan értékelte. A Dallas Observer kritikusa, Robert Wilonsky hasonlóan vélekedett a filmről.